# Diplahan
Diplahan è una municipalità di quarta classe delle Filippine, situata nella Provincia di Zamboanga Sibugay, nella regione della Penisola di Zamboanga.
Diplahan è formata da 22 baranggay:
- Balangao
- Butong
- Ditay
- Gaulan
- Goling
- Guinoman
- Kauswagan
- Lindang
- Lobing
- Luop
- Manangon

- Mejo
- Natan
- Paradise
- Pilar
- Poblacion (Diplahan)
- Sampoli A
- Sampoli B
- Santa Cruz
- Songcuya
- Tinongtongan
- Tuno